# Gerua
Gerua è un brano musicale del film di Bollywood Dilwale, cantato da Arijit Singh e Antara Mitra, con musiche di Pritam e testi di Amitabj Bhattacharya, pubblicato il 18 novembre 2015.

## Cover
- I cantanti malay Aliff Aziz e Kilafairy hanno pubblicato una cover del brano nella lingua malay, intitolata Warna Cinta e pubblicata il 18 dicembre 2015.